# Apollo-Theater (Düsseldorf)

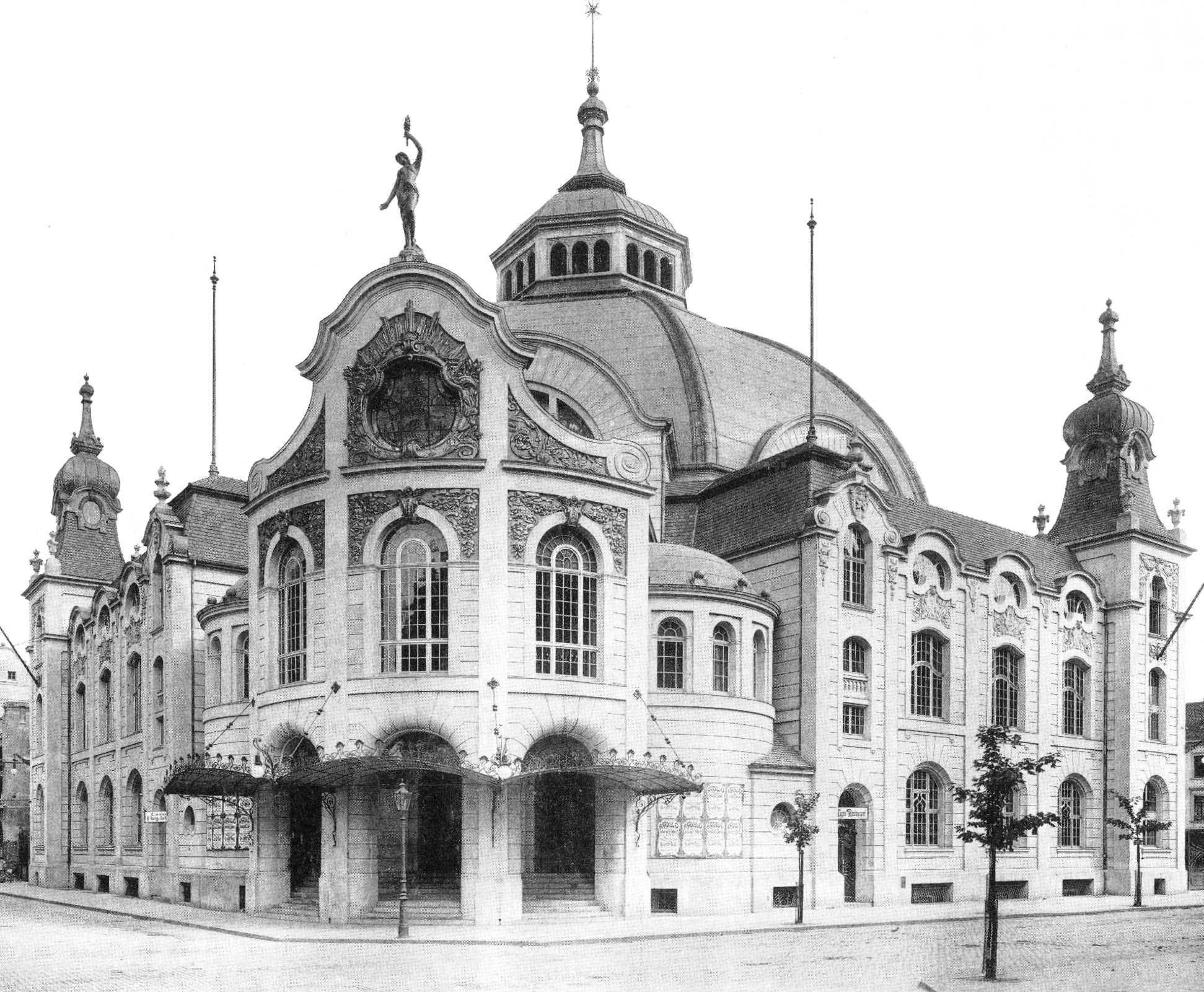
Apollo-Theater (1901)

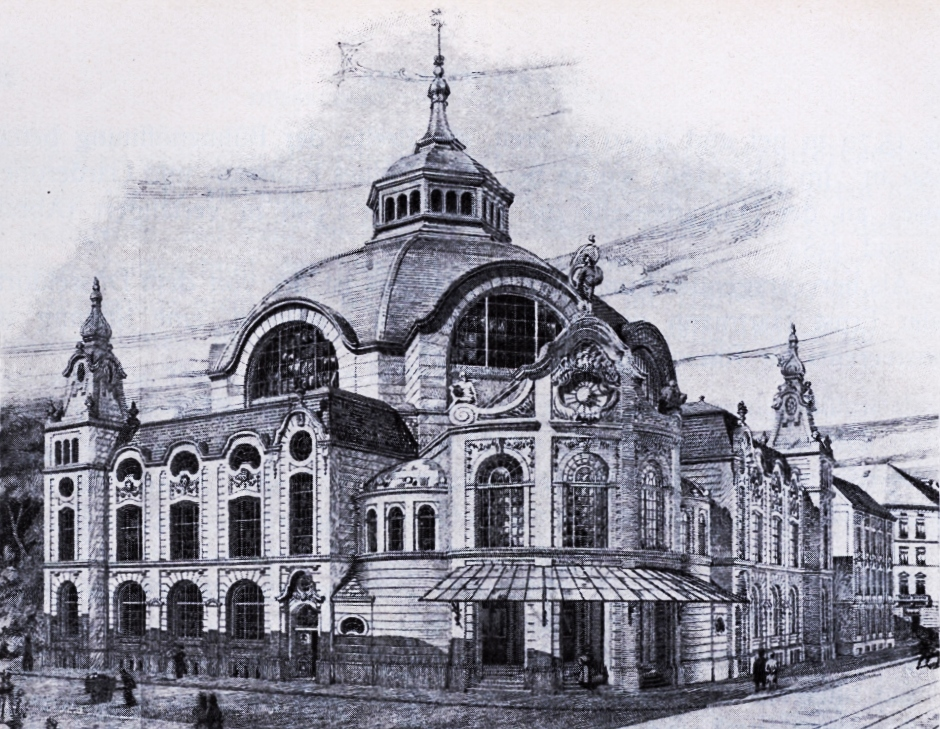
Apollo-Theater, Zeichnung

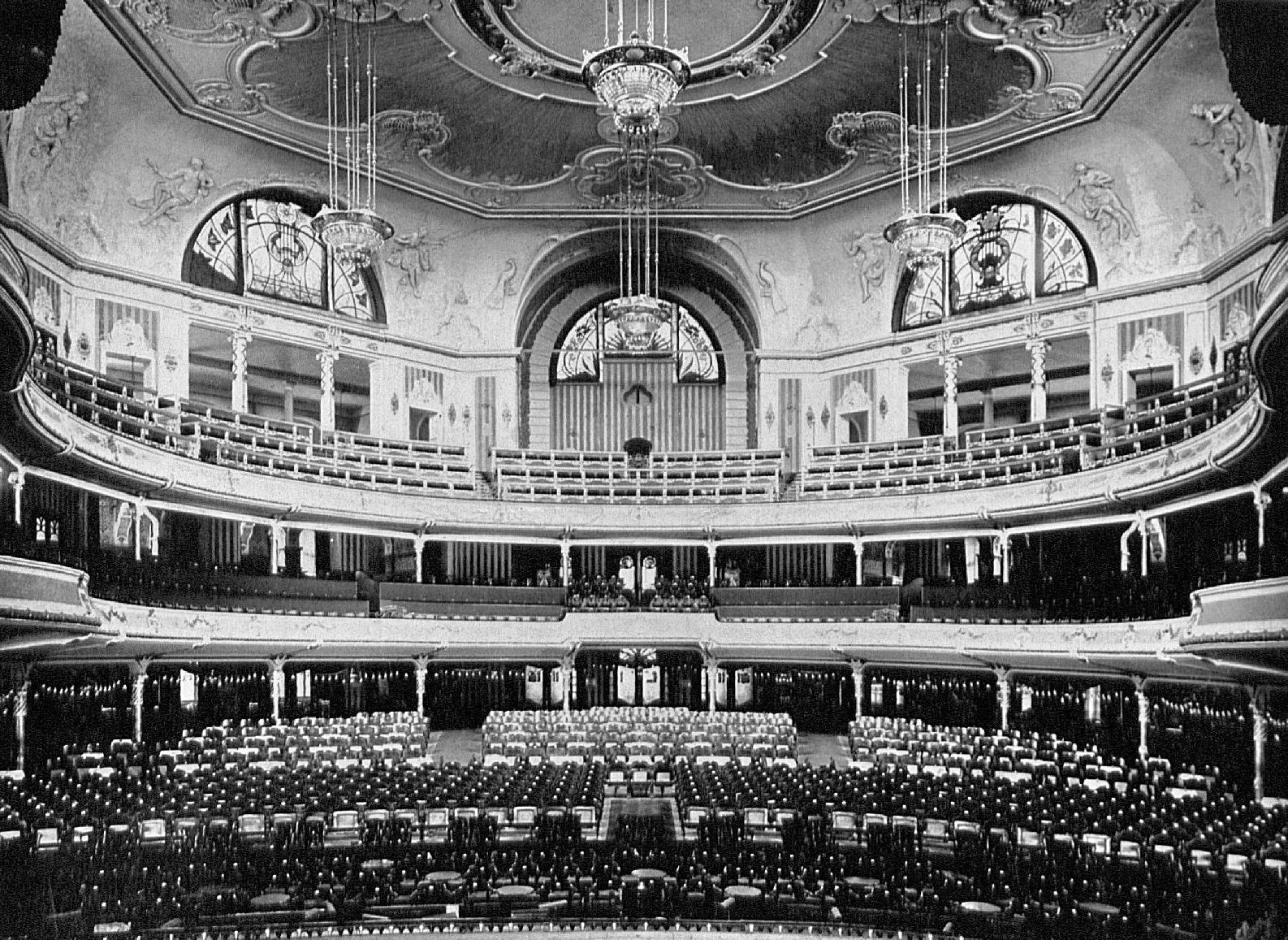
Innenansicht

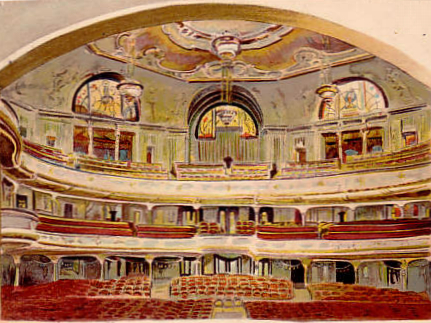
Postkarte

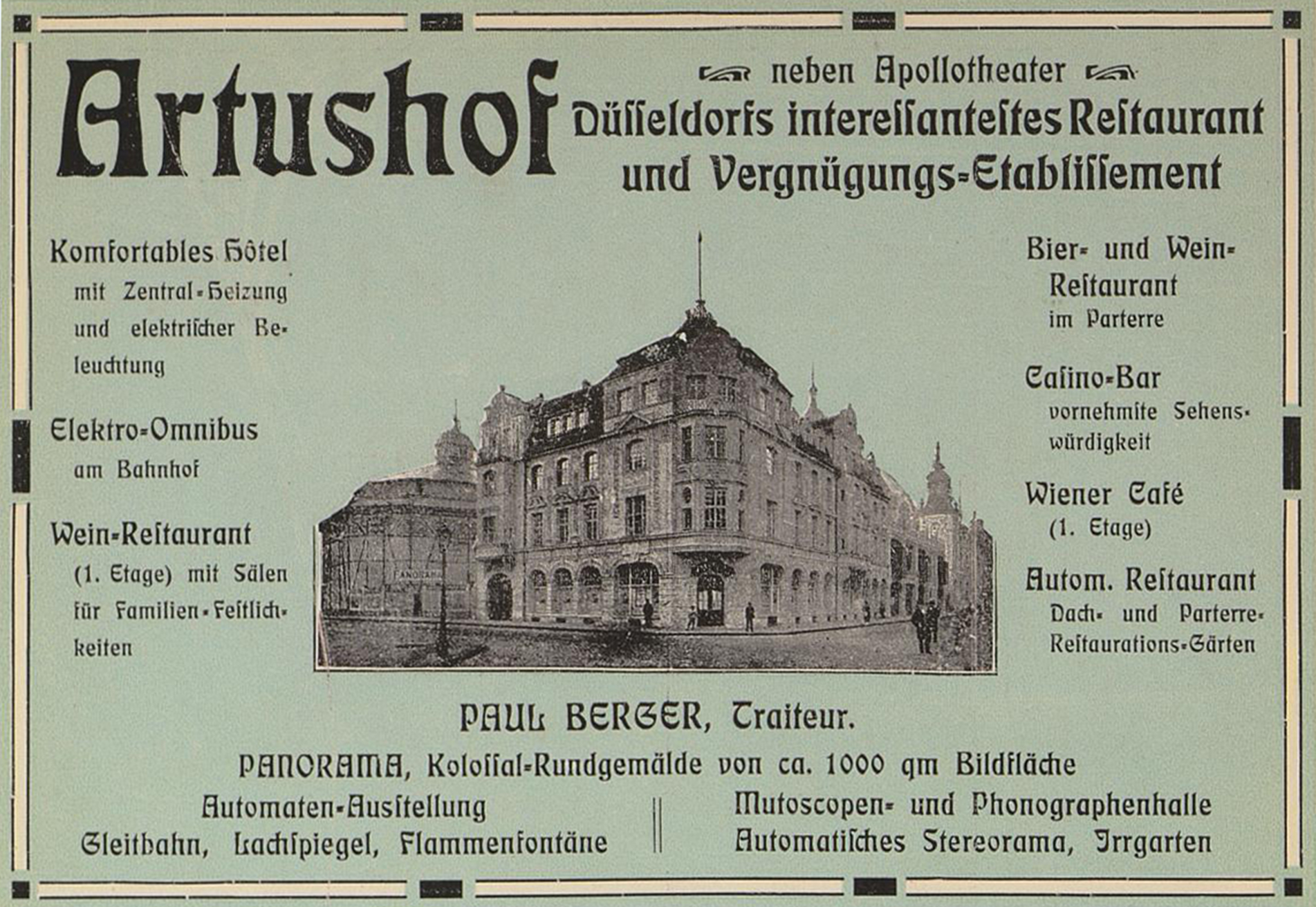
Hotelrestaurant Artushof, Düsseldorf, 1905

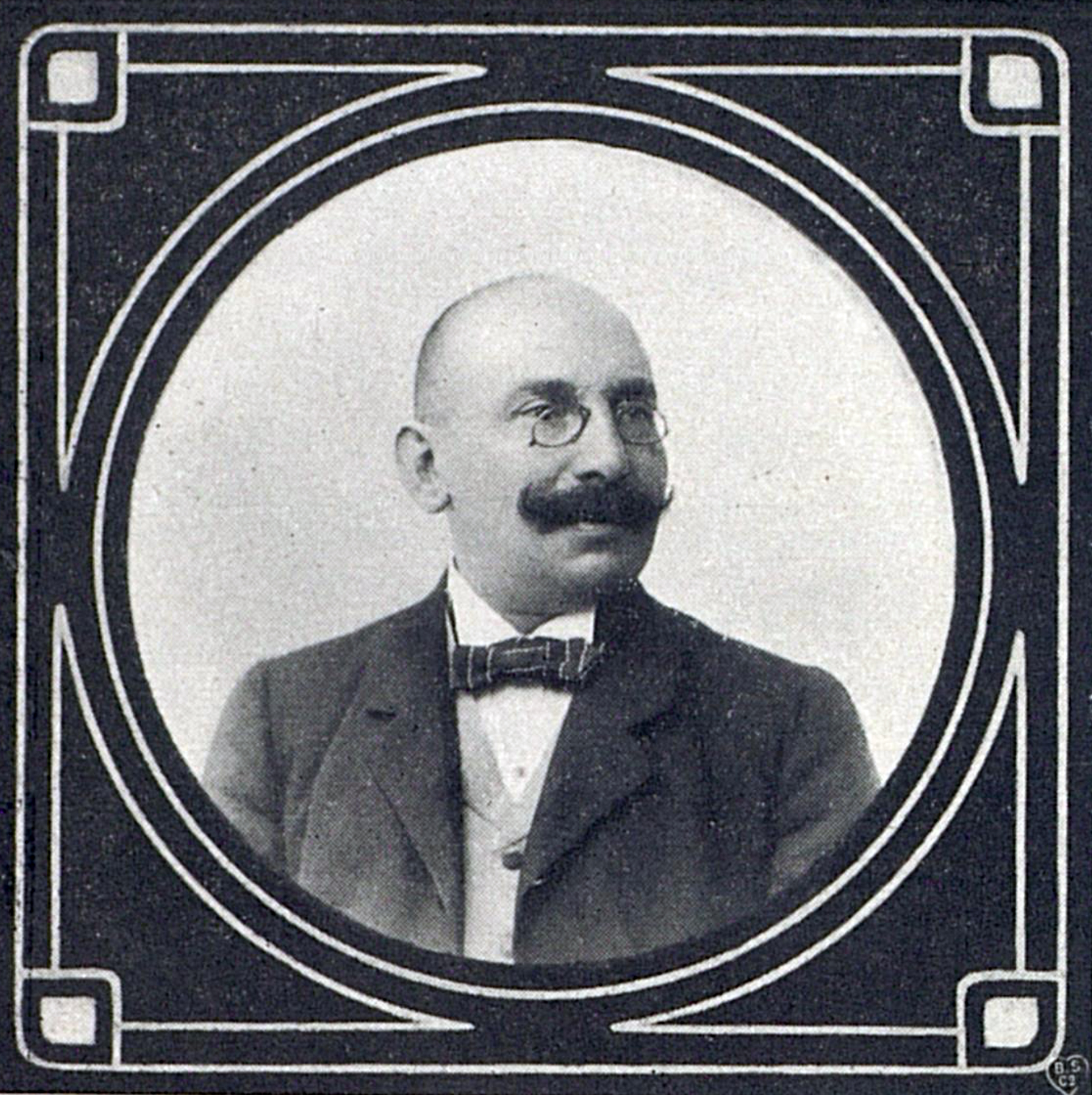
Direktor Jacques Glück, im Programmheft des Apollo-Theaters Düsseldorf, 8. Saison 1906/07

Das Apollo-Theater an der Königsallee, Ecke Adersstraße, in Düsseldorf bestand von 1899 bis 1966. Das neobarocke Gebäude wurde nach eineinhalbjähriger Bauzeit am 16. Dezember 1899 eröffnet.

## Geschichte
An der Stelle des früheren Bahnhofs der Köln-Mindener Eisenbahn-Gesellschaft wurde das Apollo-Theater nach Plänen des Düsseldorfer Architekten Hermann vom Endt erbaut. Es sollte für Operetten- und Lustspiel-Aufführungen sowie für Varieté- und Zirkus-Darbietungen dienen. Bauherr war die dafür 1898 gegründete Apollotheater-Aktiengesellschaft mit einem Aktienkapital von 700.000 Mark. Um die auf 1,2 Millionen Mark veranschlagten Baukosten abzudecken, wurde bei der Landesbank der Rheinprovinz eine Hypothek über 500.000 Mark aufgenommen.
Der Architekt hatte die Aufgabe, das Gebäude sowohl für Variétézwecke, als auch für Zirkusvorstellungen, Konzertaufführungen, Bälle und Ausstellungen nutzbar zu machen. Alle Räume sollten ausreichend mit Tageslicht versorgt werden.
Der Erste Spatenstich wurde am 25. Juli 1898 vollzogen. Am 16. Dezember 1899 wurde das Theater mit einer ersten Vorstellung an der Königsallee 106, Ecke Adersstraße eröffnet. Die Gründer Carl Kraus, ein ehemaliger Druckereibesitzer, und Direktor Jacques Glück erfüllten der Stadt Düsseldorf einen langersehnten Traum: Varieté der Weltspitze unter einem großen Kuppelsaal auf einer der schönsten und größten Bühnen Europas. In den ersten Jahren des Bestehens war das Haus offenbar gut besucht, die Apollotheater-Aktiengesellschaft konnte bis 1904 eine jährliche Dividende von 10–15 % ausschütten. Stars wie Zarah Leander, Louis Armstrong, Charlie Rivel oder Lionel Hampton kamen an das Apollo-Theater und sorgten für ausverkaufte Vorstellungen. Jacques Glück (* 1853; † 19. August 1916 in Bad Reichenhall) war ab 1893 am Berliner Apollo-Theater alleiniger Direktor gewesen und kam, nach Amtsniederlegung in Berlin, 1899 an den Rhein.
Nebenan, an der heutigen Ecke Adersstraße 21 zur Jahnstraße, befand sich der „Artushof“, erbaut 1900, ebenfalls nach Plänen von Hermann vom Endt. Der Artushof war ein Top-Hotel für die Varieté-High-Society des Apollo-Theaters. Sein Restaurationssaal schmückte das Wandgemälde König Artus bei der Tafelrunde von Paul Kiederich (1842–1921). Um 1910 wurde das Hotel gänzlich aufgegeben und darin ein „Kleines Haus für Schauspiele“ eingerichtet. Von kleineren baulichen Änderungen abgesehen, blieb das Haus bis zur Zerstörung im Zweiten Weltkrieg in seinem Zustand unverändert und diente als Operettenhaus, gelegentlich auch als Lichtspieltheater.
Von 1921 bis 1925 beheimatete das Apollo-Theater das Städtische Theater. Um 1930 erhielt das Haus bei einem Umbau durch den Düsseldorfer Architekten Carl Staudt eine neue, zeitgenössische Fassade, die zwar die charakteristische Abrundung an der Straßenecke aufnahm, aber die detailreiche Gliederung durch eine geradlinige, fast schmucklose Fassade ersetzte. Ab 1937 wurde das Haus unter der Leitung der UFA als Kino genutzt. Filme, Konzerte, Tanz, Jazz, Revuen, Operetten wurden im September 1942 unterbrochen, als eine Brandbombe das Apollo-Theater zerstörte. Das Haus war infolgedessen nicht mehr benutzbar.
In der Nachkriegszeit wurde es durch den Architekten Ernst Huhn wieder aufgebaut und im Jahre 1950 mit Emmerich Kálmáns Operette Die Csárdásfürstin wiedereröffnet. Später wurde das Haus auch für Pop-Konzerte, Karnevalsbälle und Kongresse genutzt. Am 12. März 1959 wurde der Theaterbau sowohl für den Varieté- als auch für den Kinobetrieb geschlossen. 1966 wurde er abgebrochen.
Seit den späten 1960er Jahren wurde auf dem Gelände ein Geschäfts- und Bürohausensemble errichtet, dessen Zentrum das 18-geschossige Apollo-Hochhaus ist.

## Beschreibung
Die lichte Saalhöhe betrug 20 Meter, die Gesamthöhe des Bauwerks 57 Meter. Über dem Saal befand sich eine aus Eisen konstruierte Kuppel, die in der Diagonalen eine Spannweite von 40 Metern hatte. Das zum Bau verwendete Areal hatte eine Größe von 4051 m², wovon 2850 m² bebaut waren. Zusätzlich standen noch 730 m² Hoffläche für die Kesselanlage zur Verfügung. Stallungen und Requisitenräume waren unterkellert.
Der achteckige Zuschauerraum war 37,50 m breit. Mit ihm in unmittelbarer Verbindung standen sechs Restaurants, je zwei für jedes Stockwerk. Die lichte Bühnenhöhe betrug 12,50 Meter. Die 20 m breite und einschließlich der Vorbühne 18 m tiefe Bühne hatte eine sechseckige Grundform, verengte sich nach hinten trichterförmig bzw. schloss dreieckig ab. Der Bühnenform war eine vorzügliche Akustik des großen Zuschauerraums zu verdanken.
Das Theater hatte zwei Ränge über dem Parkett (siehe Grundriss a und b) mit Sitzplätzen für 3000 Besucher, 1500 im Parterre, 650 im ersten und 850 im zweiten Rang. Die vielen Ausgänge wurden so angelegt, dass das Theater auch bei vollbesetztem Hause in wenigen Minuten leer wurde.
Nutzte man das Theater als Zirkus, wurde der aus einzelnen Tafeln bestehende Fußboden des Parketts entfernt (siehe Grundriss c). Damit legte man die darunter befindliche Manege mit Wassergraben frei. Die Klappsitze wurden dabei um die Manege herum auf einem eisernen Unterbau, in Form eines Amphitheaters, bis zum ersten Rang aufsteigend angeordnet. Der Wandelgang des Parketts blieb frei und diente als Umritt. Zwei Drittel des Bühnenbodens wurden entfernt, damit der Bühnenraum als Aufsitzraum, Sattelplatz und Aufsteigeraum für die Künstler genutzt werden konnte. Dieser Raum war mit den Stallungen für 120 Pferde und den Ankleideräumen direkt verbunden. Es waren 1 1⁄2 Meter in den Erdboden vertieft Stallungen angelegt worden, darunter befanden sich die Ankleideräume.
In seinem Entwurf (siehe Grundriss d) sah der Architekt vor, Manege und Bühne so zu verbinden, dass beide zu gleicher Zeit für große Ausstattungsstücke benutzt werden konnten. Der so nicht verwirklichte Entwurf wurde später für das Londoner Hippodrom verwendet. Die Baukosten betrugen 850.000 Mark, das Interieur kostete 350.000 Mark.
Von 1939 bis 1959 war das Apollo ein reines Filmtheater und mit dem Umbau in der Nachkriegszeit wurde das Kino zum damals größten Lichtspielhaus der Bundesrepublik. Die Grundform des Oktagon, welches schon vor dem Krieg so bestand, wurde beibehalten. Die Wandflächen der seitlich vorgreifenden und zur Mitte zurückschwenkenden Ränge wurden mit Velvet und Nußbaum verkleidet. Der Vorführraum wurde in den ersten Rang verlegt. Die Bühne, flankiert von zwei riesigen Lichtsäulen, beherrschte den gesamten Theaterraum. Ihr waren eine Orchester-Vertiefung und die Sesselreihen im Parkett vorgelagert. Die Decke wurde von einer neuartigen Rohrkonstruktion getragen, die 35 Tonnen wog und auch die äußere Zementhülle trug. Das Oktagon der Decke mit vergoldetem Stuck schwebte über den Sesselreihen und ein Kronleuchter von 6 Meter Länge bildete den Mittelpunkt. Die Bühneneinfassung in Weiß und Silber stand in schönem Kontrast zu dem von Willi Tschech entworfenen lachsroten Vorhang, den Stickerei-Elemente aus Silber- und Goldlacke zierten. Eine Lautsprecherkombination von 6 Apparaturen wurde für den riesigen Raum benötigt. Drei Ernemann-Projektoren der Zeiss Ikon warfen den Film auf die 6 × 9 Quadratmeter große Leinwand. Seit 1956 war die UFA Betreiber des Kinos, bis es im Jahre 1959 eines der ersten Opfer der Kinokrise wurde.

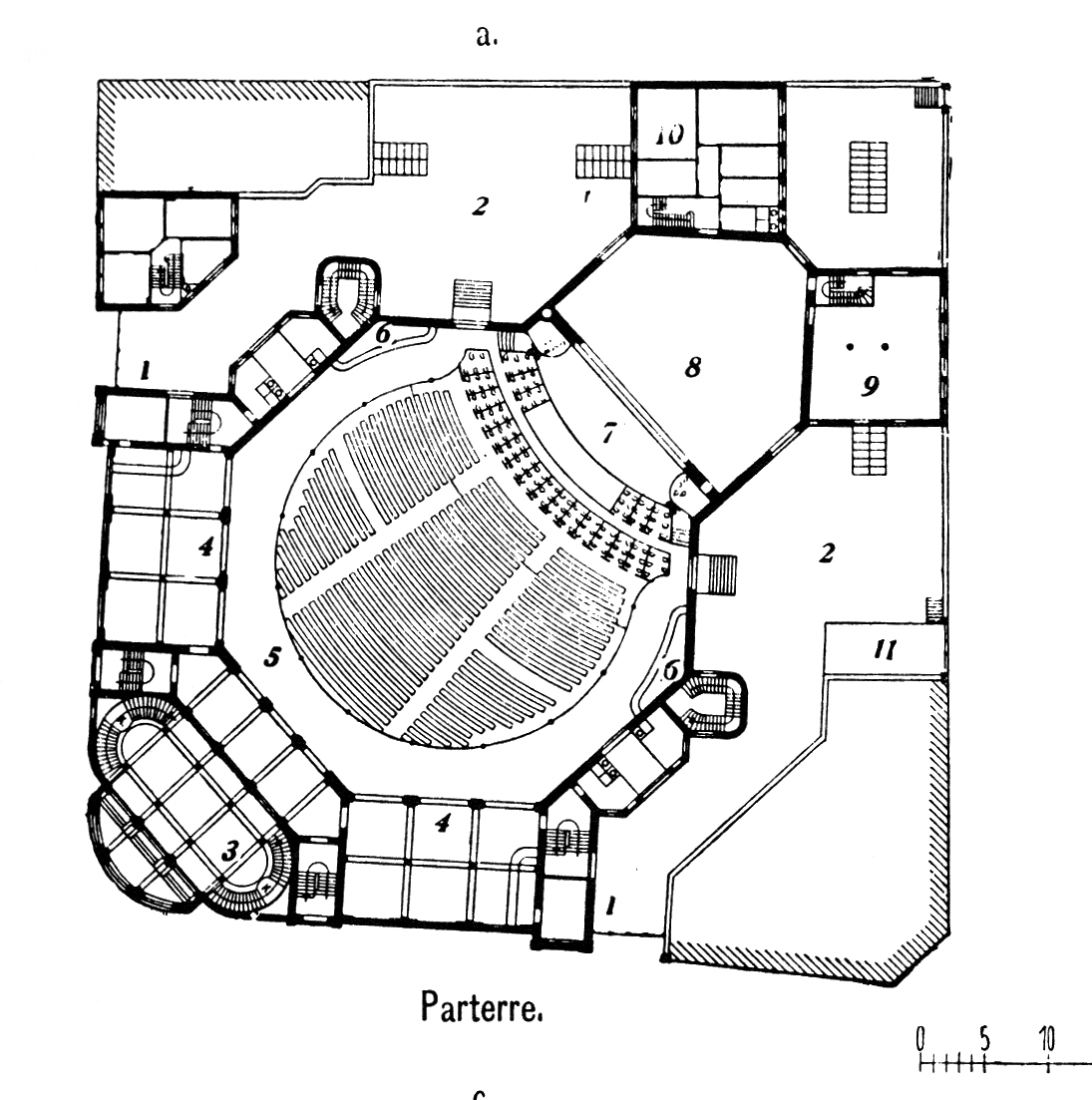
Apollo-Theater, Grundriss a Parterre
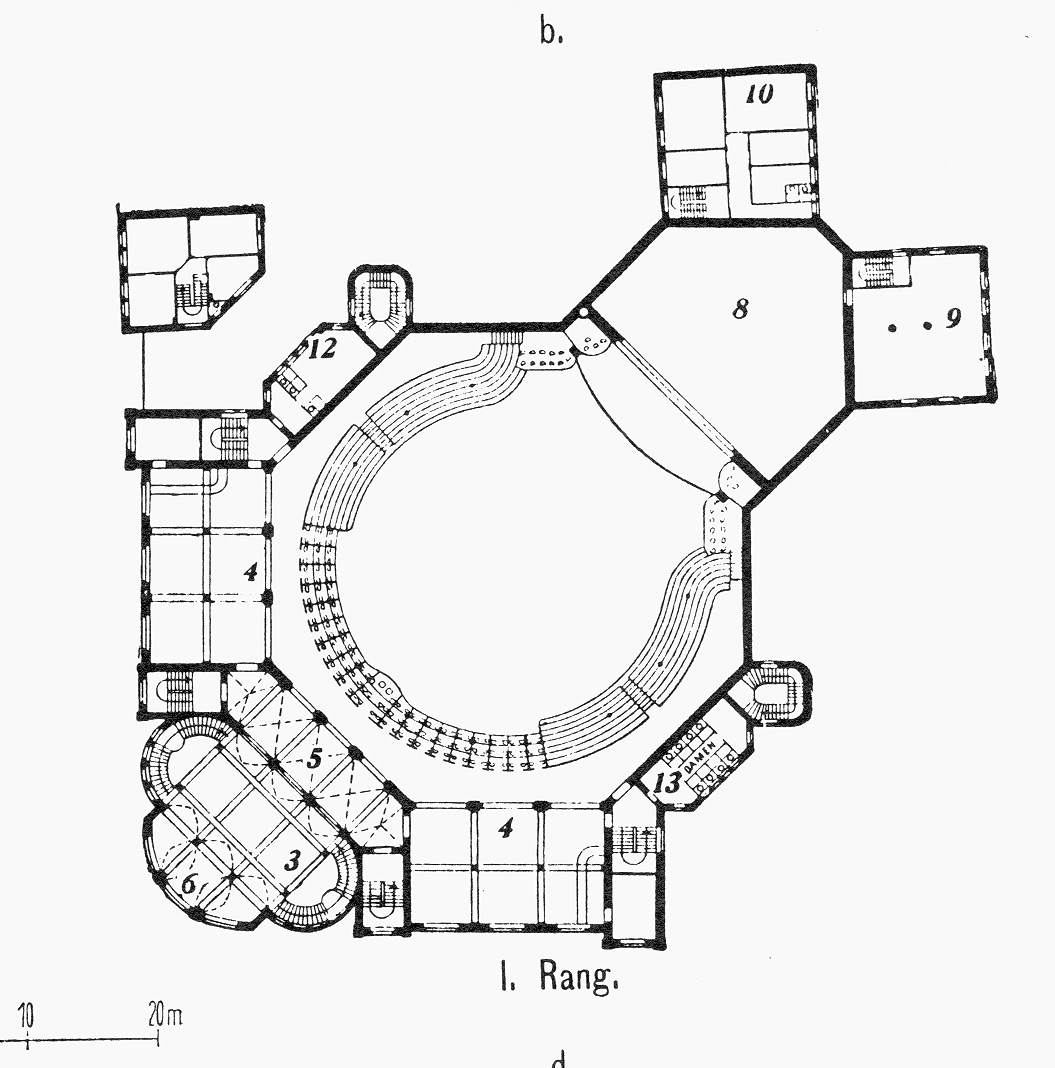
Apollo-Theater, Grundriss b Erster Rang
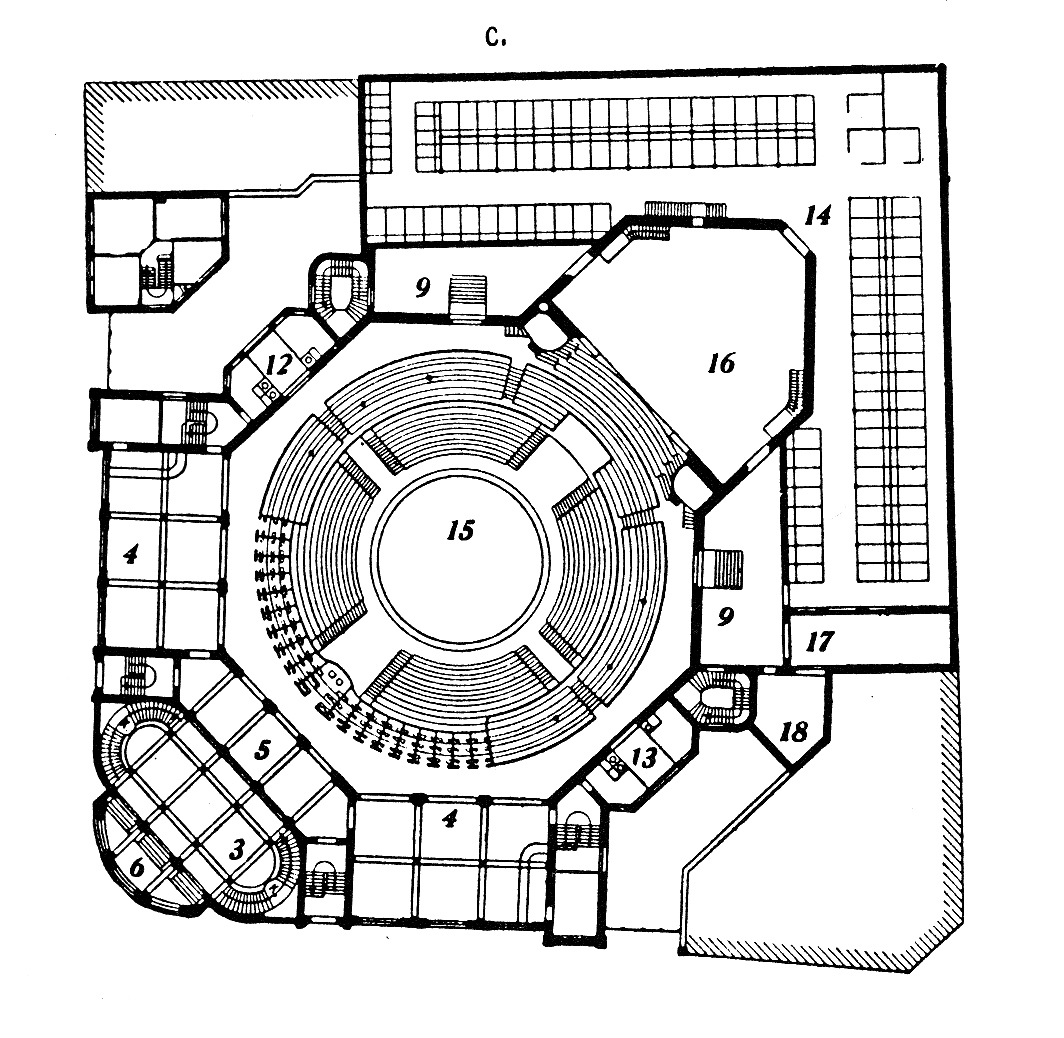
Apollo-Theater, Grundriss c Theater umgebaut zum Zirkus mit Manege und Wassergraben
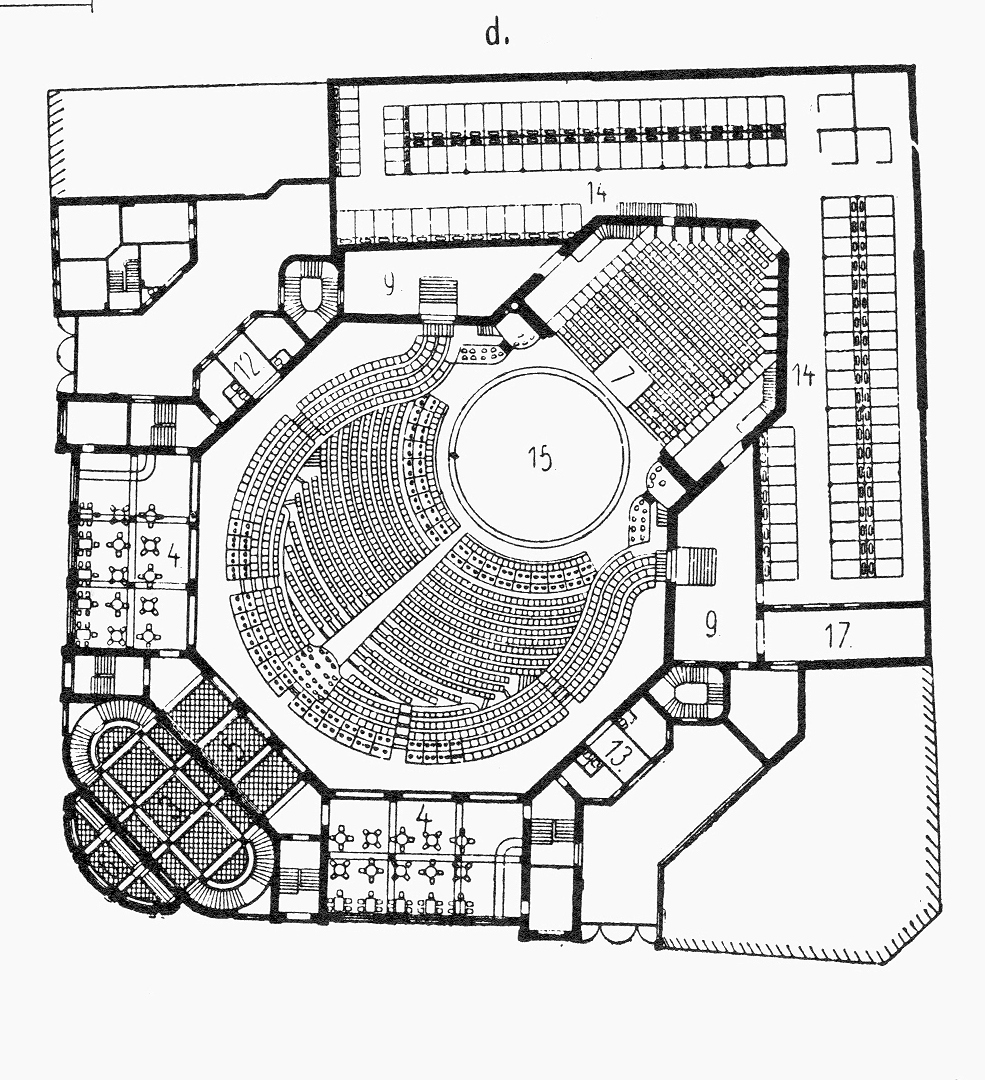
Apollo-Theater, Grundriss d Nicht ausgeführter Entwurf